# Ford Transit Custom
Der Ford Transit Custom ist ein Kleintransporter des Autoherstellers Ford, der seit der zweiten Jahreshälfte 2012 angeboten wird. Als Kleinbus ist er unter dem Namen Ford Tourneo Custom erhältlich.

## Erste Generation (2012–2023)
Bei der ersten Generation der Baureihe handelt sich dabei um den Nachfolger der leichten und kurzen Modelle des Ford Transit der sechsten Generation mit Frontantrieb. 2013 wurde der Transit Custom zum Van of the Year gewählt. Der Wagen war mit Radständen von 2933 mm bis 3300 mm erhältlich. Die Fahrzeuglänge variiert von 4972 mm bis 5340 mm; die Breite beträgt 1986 mm. Fahrzeughöhen von 1972 mm bis 2342 mm sind verfügbar.
2018 gab es ein optisches Facelift, bei dem Innenraum und Front komplett neu entwickelt wurden. Es gab seitdem gegen Aufpreis auch Xenon-Scheinwerfer.

### Modellhistorie
Das Ziel von Ford war es, mit dem Modell zukünftig mehr Marktanteile gegenüber Wettbewerbern wie dem VW T5 zu erlangen. Dazu wurde das Fahrzeug vom Design und dem Fahrkomfort her einem Pkw angeglichen, womit der Nutzwert in den Hintergrund rückt. Speziell als Nutzfahrzeug wird der Ford Transit der 7. Generation angeboten, welcher sich sowohl technisch als auch im Design unterscheidet. Der Transit Custom verfügt grundsätzlich über Frontantrieb mit serienmäßigem 6-Gang-Schaltgetriebe. Als Motor kam ein 2,2-Liter-Dieselmotor aus dem PSA-Konzern mit Common-Rail-Einspritzung mit 74 kW (100 PS), 92 kW (125 PS) oder 114 kW (155 PS) zum Einsatz. Seit 2016 wird der hauseigene 2,0-Liter-Dieselmotor verbaut. Alle Modelle verfügen serienmäßig über ein Start-Stopp-System. Mit einer Außenhöhe von weniger als zwei Metern ist mit dem Fahrzeug auch das Einfahren in die meisten öffentlichen Parkhäuser möglich. Der Innenraum der Transit Custom-Modelle wurde an die Pkw-Modelle von Ford angelehnt. Das Armaturenbrett ähnelt dem des C-MAX. Unter anderem gibt es für den Transit Custom ein Entertainment- und Kommunikationssystem, genannt Sync mit integriertem Notfall-Assistenten, der bei einem Unfall automatisch Rettungskräfte verständigt und die Fahrzeugposition übermittelt. Neben ESP, Fahrer- und Beifahrer-Airbag gibt es auch Seiten- und Kopfairbags. Es ist eine beheizbare Frontscheibe verfügbar, ebenso ist ein Fehlbetankungs-Schutz vorhanden. Neben einer Rückfahrkamera sind auch ein Fahrspur-Assistent und ein Müdigkeitswarner verfügbar. Der Transit Custom / Tourneo Custom der ersten Generation wurde ab Sommer 2012 im türkischen Werk Kocaeli gebaut.
Der Transit Custom erhielt 2018 ein Facelift. Der Innenraum wurde komplett neu entwickelt und die Front an die aktuelle Design-Richtlinie von Ford angepasst. Die Seiten und das Heck wurden nicht verändert.
Ab Ende 2019 wurde das Fahrzeug auch als Plug-in-Hybrid-Version angeboten. Die elektrische Reichweite gibt Ford mit bis zu 50 km an.

### Transit Custom
Den Transit Custom gibt es als Kastenwagen mit Einzel- oder Doppelkabine. Er wurde erstmals auf der Birmingham Commercial Vehicle Show im April 2012 vorgestellt.
Der Kastenwagen ist auch in der kleinsten Version mit Einzelkabine mit drei Europaletten beladbar. Eine flexible Trennwand hinter den Sitzen ermöglicht eine Durchlademöglichkeit für lange Gegenstände unter den Sitzen. Eine Neuheit ist der im Dach versenkbare Dachgepäckträger.
Das Standardmodell des Kastenwagen ist mit einer Trennwand aus Stahl ausgestattet. Es ist erhältlich mit einer oder zwei Schiebetüren und einer Heckklappe, alternativ zwei seitlich angeschlagenen Hecktüren. Optional ist der Kastenwagen auch mit einer Doppelkabine erhältlich.
Der Transit Custom hat eine Nutzlast von 600 kg bis 1400 kg und ein Ladevolumen von 5,95 m³ bis 6,83 m³.
Ab Herbst 2013 wurde auch ein Modell mit Hochdach angeboten, wodurch sich das Ladevolumen auf bis zu 8,3 m³ erweitert.
Im Frühjahr 2018 gab es ein optisches Facelift.

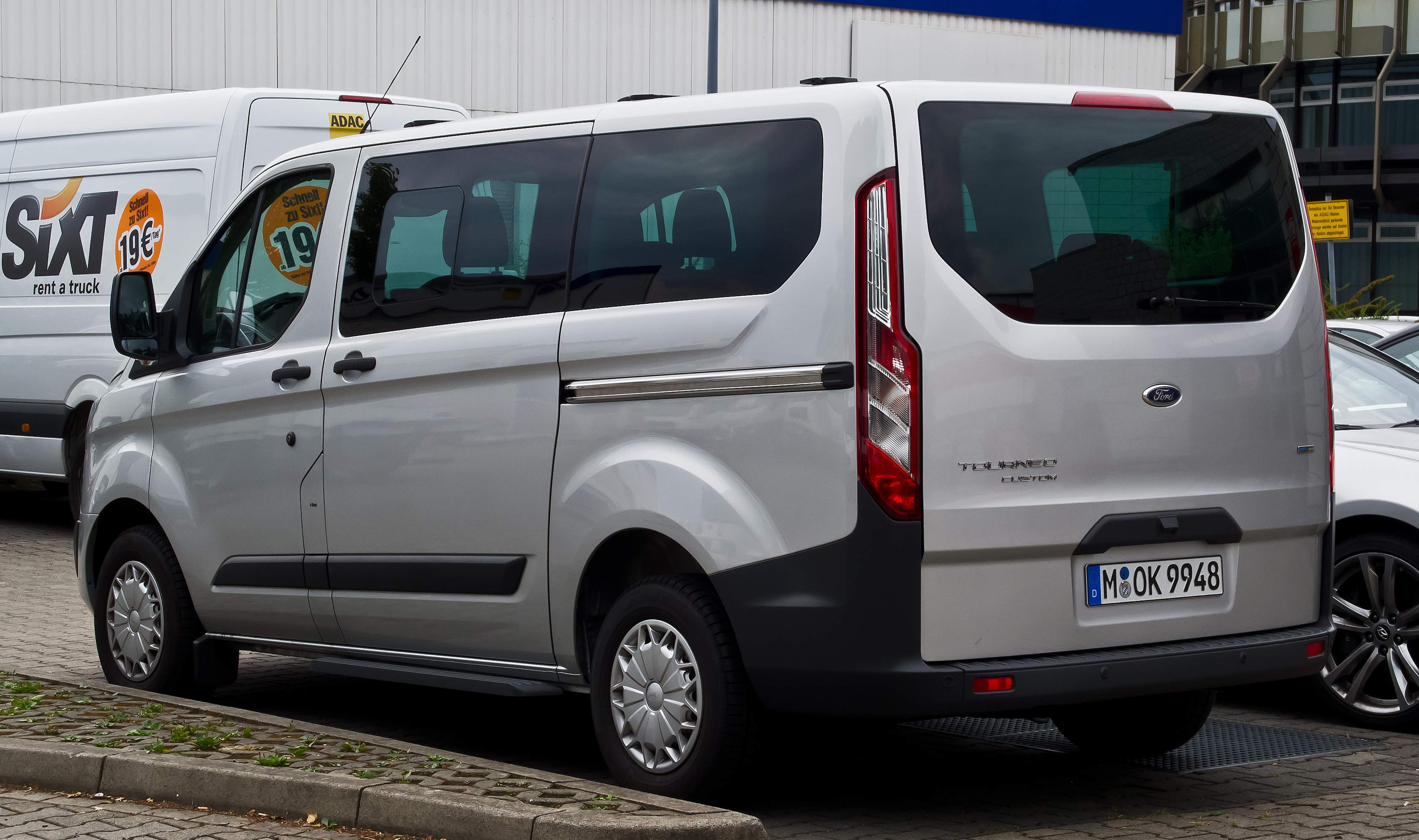
Heckansicht
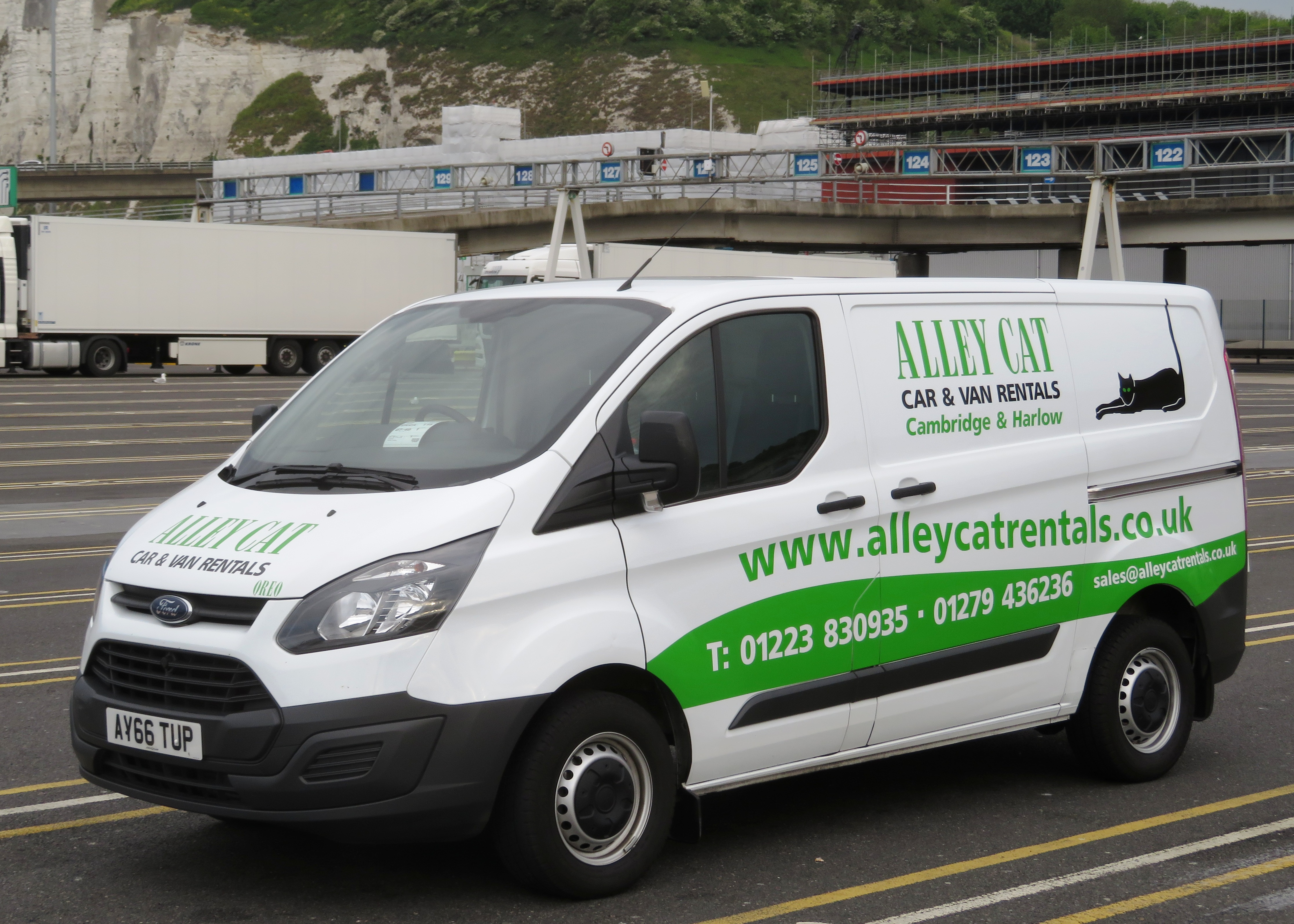
Ford Transit Custom (2012–2018)
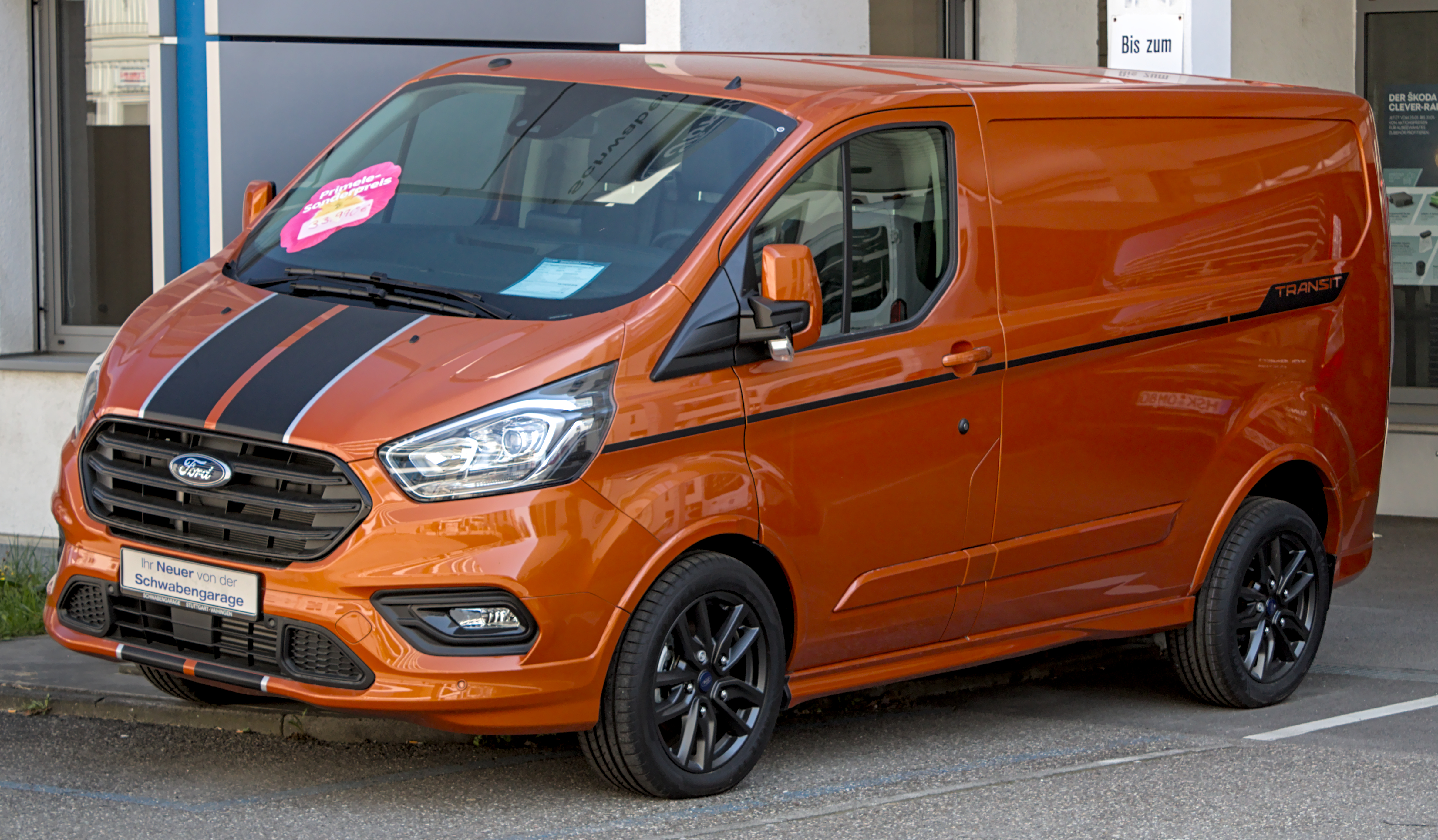
Ford Transit Custom Sport (2018–2023)
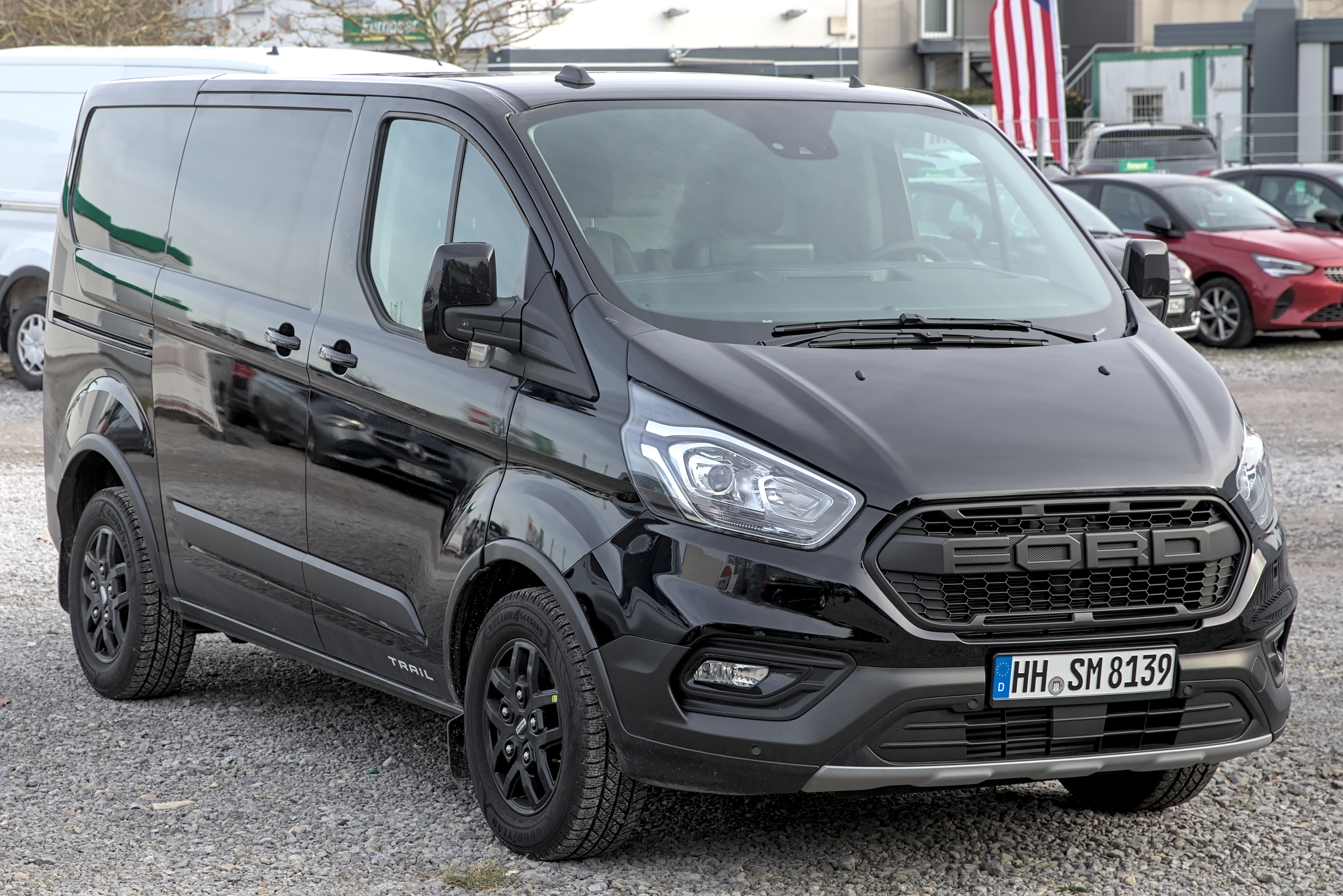
Ford Transit Custom Trail (2020–2023)

### Transit Custom Kombi/Bus
Der Transit Custom Kombi ist für den Fahrgasttransport von fünf oder sechs Passagieren plus Ladegut erhältlich. Im Transit Custom Bus finden acht oder neun Passagiere Platz. Wie beim Tourneo Custom lassen sich die Sitze umklappen oder ausbauen. Im Gegensatz zum Tourneo ist die Serienausstattung geringer, da es sich bei diesen Modellen um ein Angebot speziell für kommerzielle Kunden handelt.

### Wohnmobilvarianten
In Zusammenarbeit mit Westfalia Mobil und ab 2021 auch Bürstner und Southvan und seit 2022 der Marke Panama aus der französischen Trigano Gruppe werden Wohnmobilvarianten des Transit Custom angeboten. Unter dem Namen „Nugget“ wurden bereits die Westfalia-Wohnmobile auf Basis des Ford Transit der 4., 5. und 6. Generation angeboten.

### Tourneo Custom
Unter dem Namen Tourneo Custom war das Fahrzeug als Kleinbus wahlweise mit bis zu acht oder neun Sitzplätzen erhältlich, wobei 30 verschiedene Sitzkonfigurationen möglich sind. Erstmals der Öffentlichkeit vorgestellt wurde der Tourneo Custom auf dem Genfer Auto-Salon im März 2012. Die Sitze in der zweiten und dritten Reihe lassen sich zusammenfalten oder einzeln ausbauen. Jeweils eine seitliche Schiebetür gehört, ebenso wie Trittbretter, zum Serienumfang des Tourneo Custom. Optional sind unter anderem eine Lederausstattung, Sonnenschutzrollos für die Seitenfenster und ein Klimatisierungssystem mit Mehrzonen-Ausführung für die zweite und dritte Sitzreihe erhältlich.

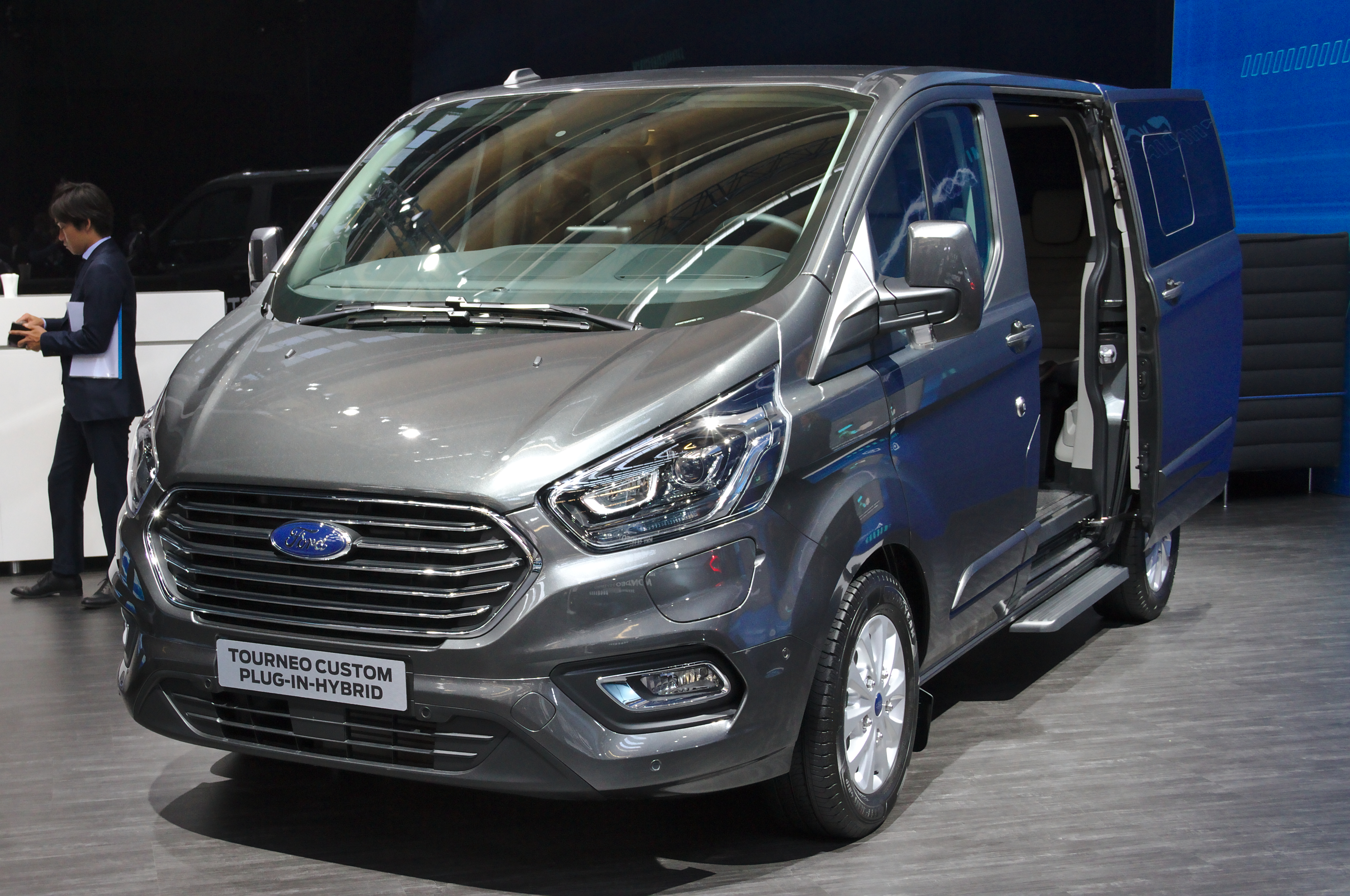
Ford Tourneo Custom Plug-in-Hybrid auf der IAA 2019
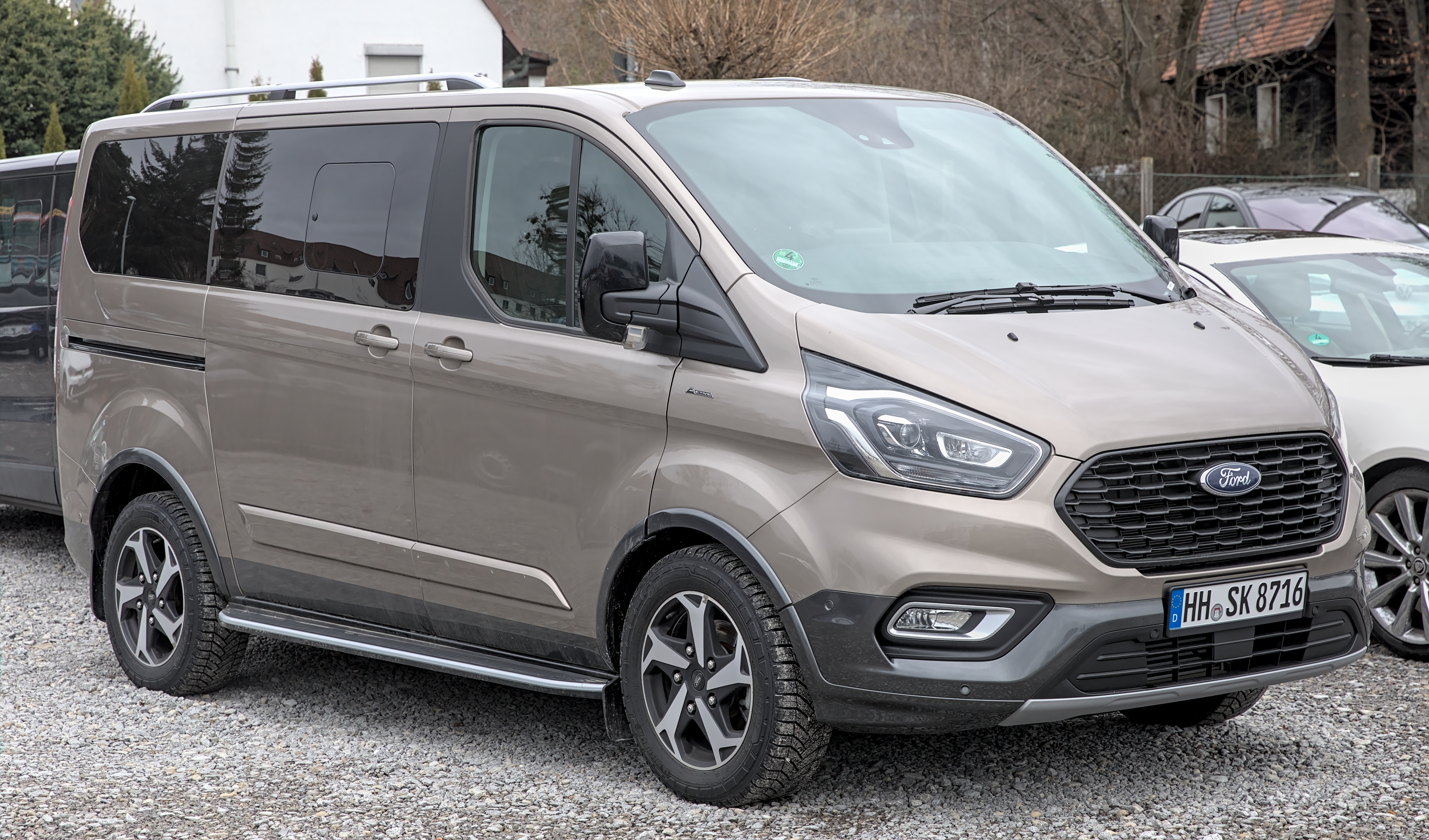
Ford Tourneo Custom Active (2020–2023)
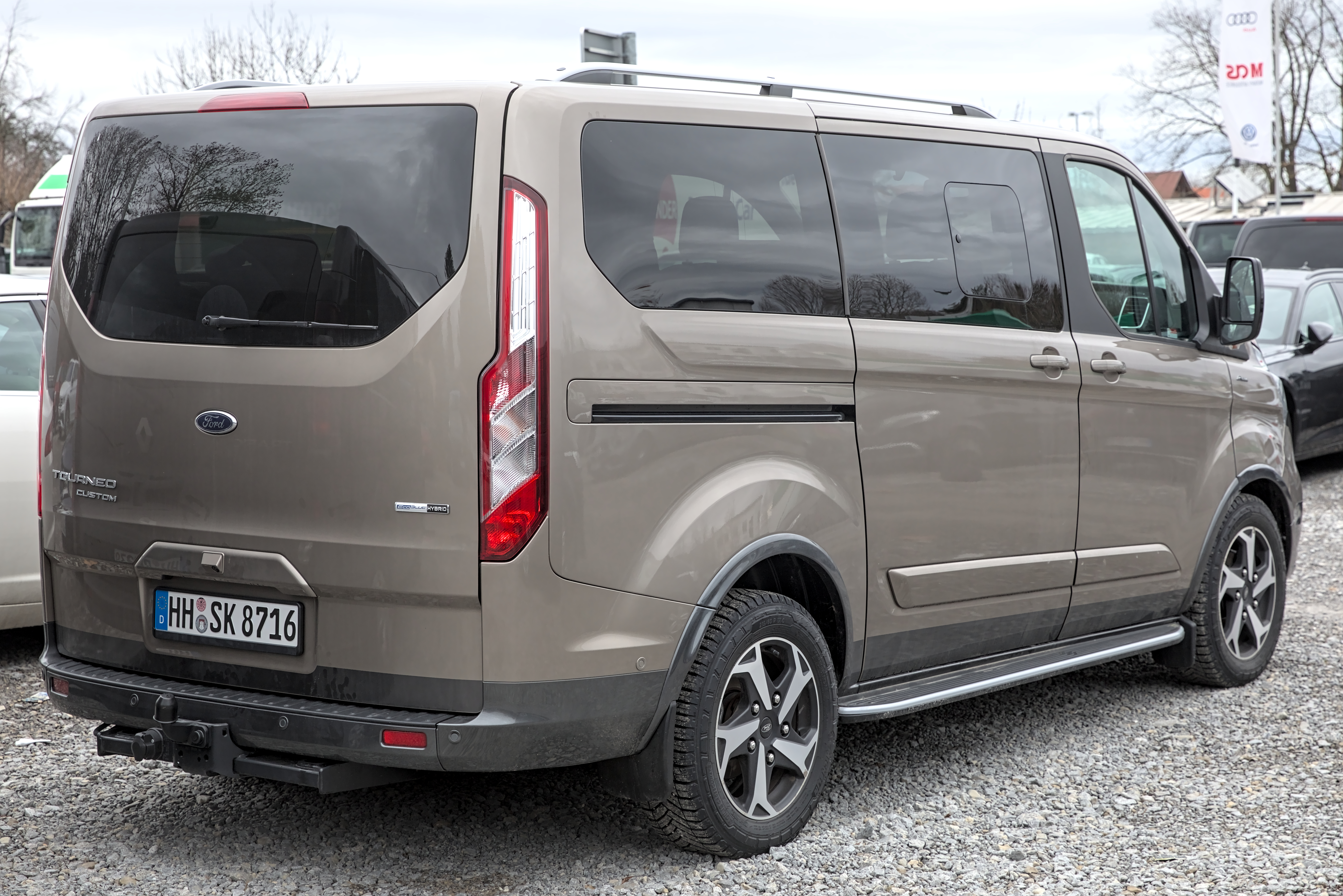
Heckansicht

### Technische Daten

#### 2012 bis 2016
| Modell                          | 2.2 TDCi              | 2.2 TDCi              | 2.2 TDCi              |
| ------------------------------- | --------------------- | --------------------- | --------------------- |
| Zylinderzahl                    | 4                     | 4                     | 4                     |
| Hubraum (cm³)                   | 2198                  | 2198                  | 2198                  |
| Max. Leistung (kW/PS)           | 74/100 bei 3500       | 92/125 bei 3500       | 114/155 bei 3500      |
| Max. Drehmoment (Nm)            | 310 bei 1300          | 350 bei 1450          | 385 bei 1600          |
| Höchstgeschwindigkeit (km/h)    | 147                   | 157                   | 164 (abgeregelt)      |
| Getriebe (Serienmäßig)          | 6 Gang-Schaltgetriebe | 6 Gang-Schaltgetriebe | 6 Gang-Schaltgetriebe |
| Verbrauch kombiniert (l/100 km) | 6,4–6,9 D             | 6,4–6,9 D             | 7,0–7,3 D             |

#### 2016 bis 2023
| Modell                          | 2.0 TDCi              | 2.0 TDCi                                           | 2.0 TDCi                                           | 2.0 TDCi                                           | 2.0 TDCi                                           | 1.0 PHEV        |
| ------------------------------- | --------------------- | -------------------------------------------------- | -------------------------------------------------- | -------------------------------------------------- | -------------------------------------------------- | --------------- |
| Bauzeitraum                     | 06/2016–07/2023       | 06/2016–07/2023                                    | 02/2022–07/2023                                    | 06/2016–07/2023                                    | 05/2019–02/2022                                    | 07/2020–07/2023 |
| Zylinderzahl                    | 4                     | 4                                                  | 4                                                  | 4                                                  | 4                                                  | 3               |
| Hubraum (cm³)                   | 1997                  | 1997                                               | 1997                                               | 1997                                               | 1997                                               | 999             |
| Max. Leistung (kW/PS)           | 77/105 bei 3500/min   | 96/130 bei 3500/min                                | 110/150 bei 3500/min                               | 125/170 bei 3500/min                               | 136/185 bei 3500/min                               | 93/126          |
| Max. Drehmoment (Nm)            | 360 bei 1500–2250/min | 385 bei 1500–2500/min                              | 360 bei 1500–2750/min                              | 405 bei 1750–2750/min                              | 415 bei 1750–2750/min                              | 355             |
| Höchstgeschwindigkeit (km/h)    | 155                   | 165                                                | 165                                                | 170–180                                            | 175–180                                            | 120             |
| Beschleunigung (0–100 km/h)     | 19,8 s                |                                                    |                                                    | 13,4 s                                             | 12,6 s                                             |                 |
| Getriebe (Serienmäßig)          | 6 Gang-Schaltgetriebe | 6 Gang-Schaltgetriebe                              | 6 Gang-Schaltgetriebe                              | 6 Gang-Schaltgetriebe                              | 6 Gang-Schaltgetriebe                              |                 |
| Getriebe (optional)             | –                     | 6-Stufen-Wandler-Automatikgetriebe ("SelectShift") | 6-Stufen-Wandler-Automatikgetriebe ("SelectShift") | 6-Stufen-Wandler-Automatikgetriebe ("SelectShift") | 6-Stufen-Wandler-Automatikgetriebe ("SelectShift") |                 |
| Verbrauch kombiniert (l/100 km) | 6,0–7,2 D             | 6,0–7,2 D                                          | 7,5–8,8 D                                          | 6,0–7,2 D                                          | 6,0–7,2 D                                          | 3,1–3,6 S       |

## Zweite Generation (seit 2023)
| Sterne im Euro-NCAP-Crashtest mit Standardausstattung |

| Sterne im Euro-NCAP-Crashtest mit Safety Pack |

Im Mai 2022 zeigte Ford erste Bilder der zweiten Generation des Transit Custom, die fortan auch mit Elektroantrieb angeboten wird. Öffentlichkeitspremiere hatte sie im September 2022 anlässlich der IAA Transportation in Hannover. Als Kleinbus Tourneo Custom wurde die Baureihe im November 2022 und als Camper Transit Custom Nugget im August 2023 vorgestellt. Seit Herbst 2023 werden die ersten Fahrzeuge mit Dieselmotor ausgeliefert, ein Plug-in-Hybrid und eine Elektroversion folgten im Frühjahr 2024. Außerdem wird die Elektroversion als sportlicher ausgelegtes Modell MS-RT, das in Zusammenarbeit mit dem Rallyeteam M-Sport entwickelt wurde, angeboten.
Die zweite Generation wird wie das Vorgängermodell im türkischen Kocaeli gebaut. Da Ford und Volkswagen seit 2019 bei der Herstellung von Nutzfahrzeugen kooperieren, gibt es mit dem T7 auch ein Derivat von Volkswagen.
Der Transit Custom wird in den Karosserievarianten Kastenwagen, Doppelkabine, Kombi und MultiCab und mit den zwei verschiedenen Karosserielängen L1 und L2 angeboten. Auch für den Tourneo Custom gibt es zwei verschiedene Längen.

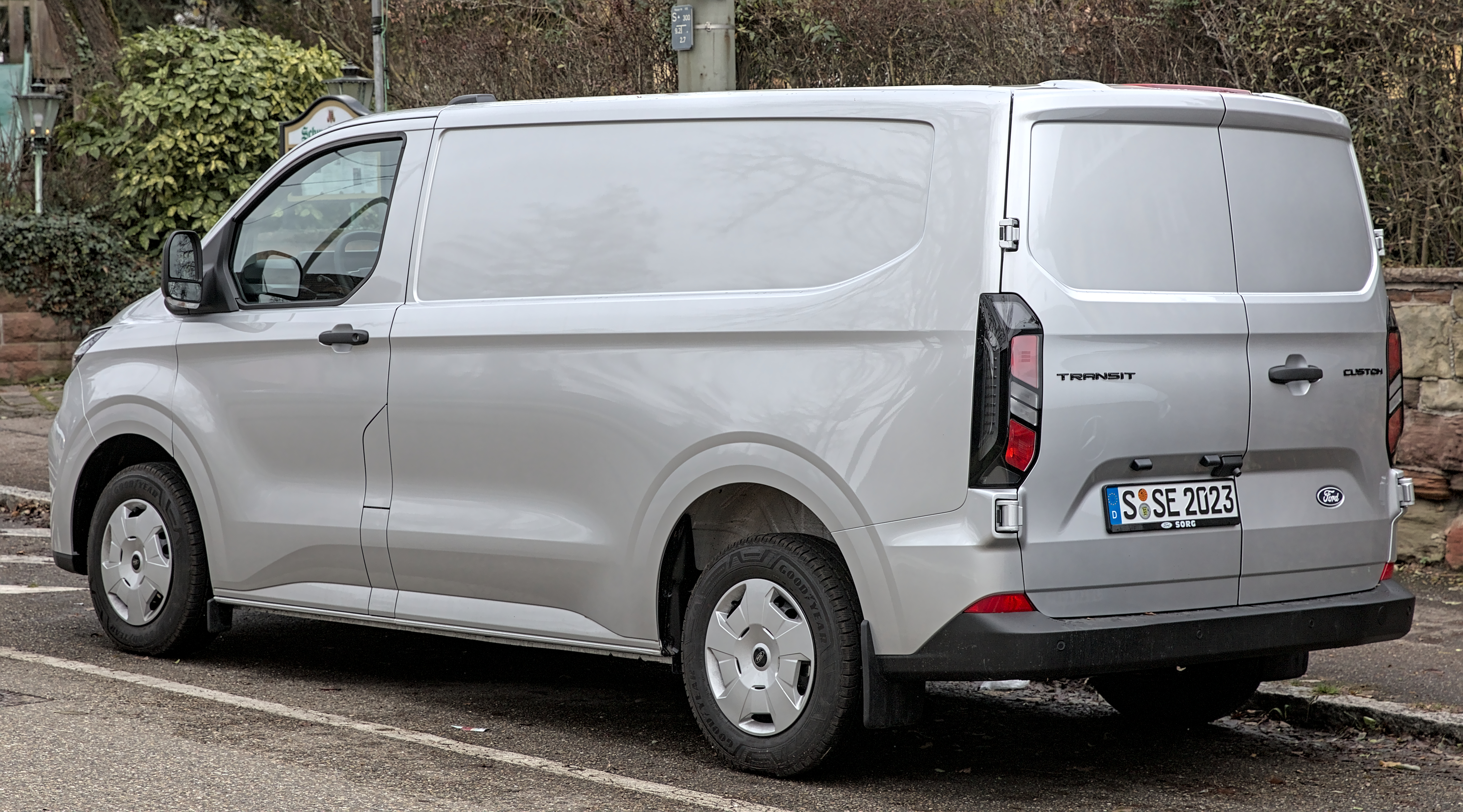
Heckansicht
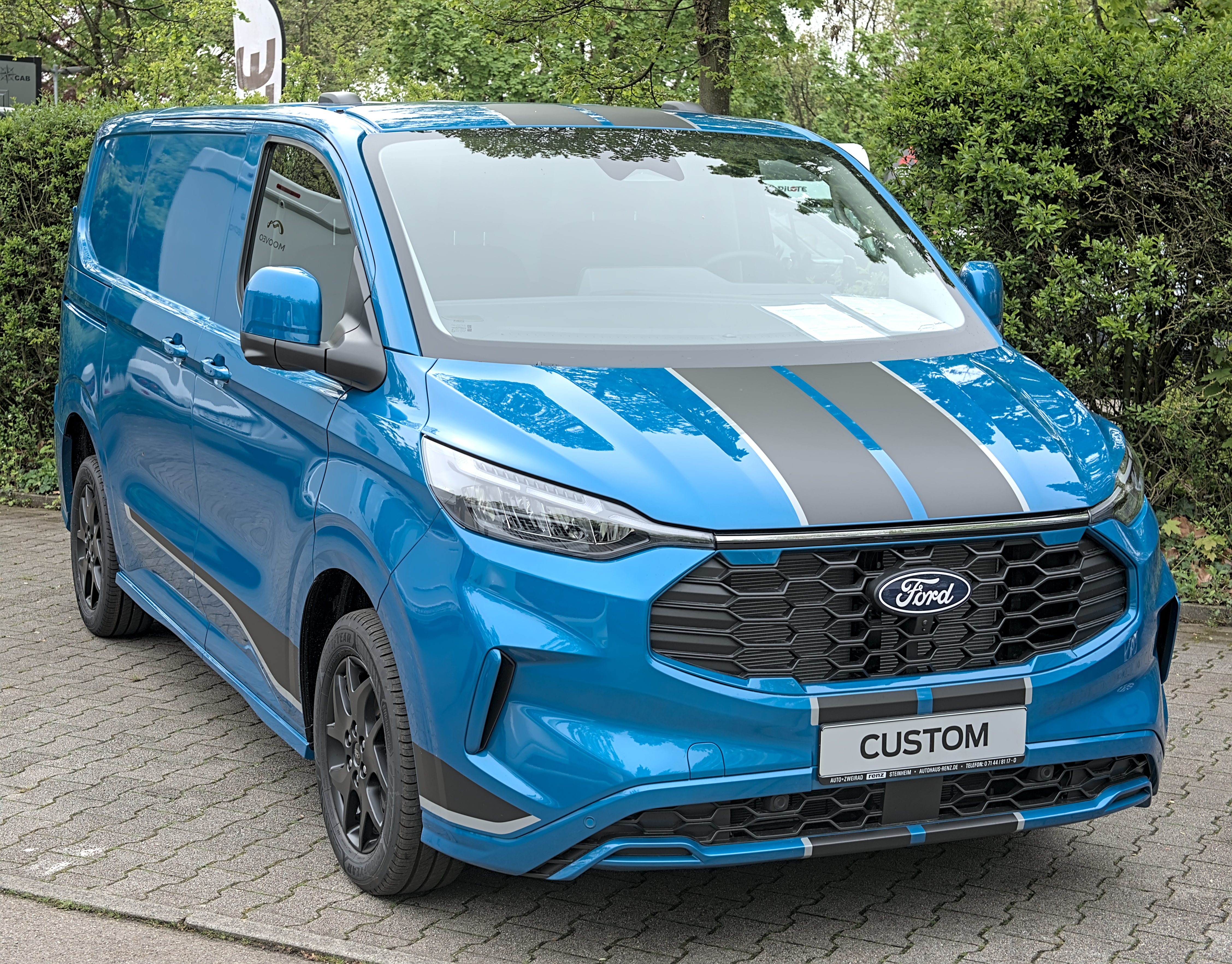
Ford Transit Custom Sport (seit 2023)
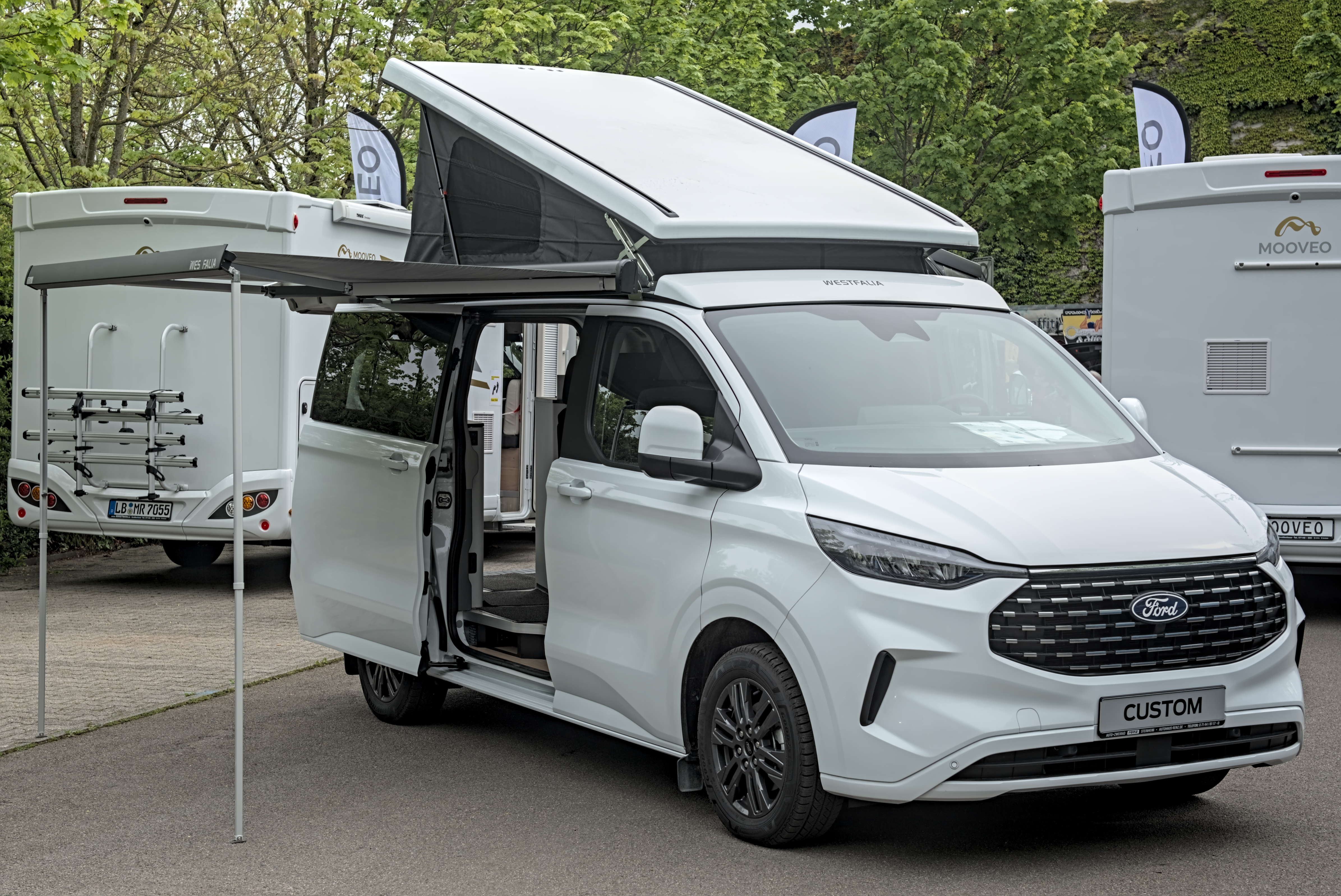
Ford Transit Custom Nugget (seit 2023)
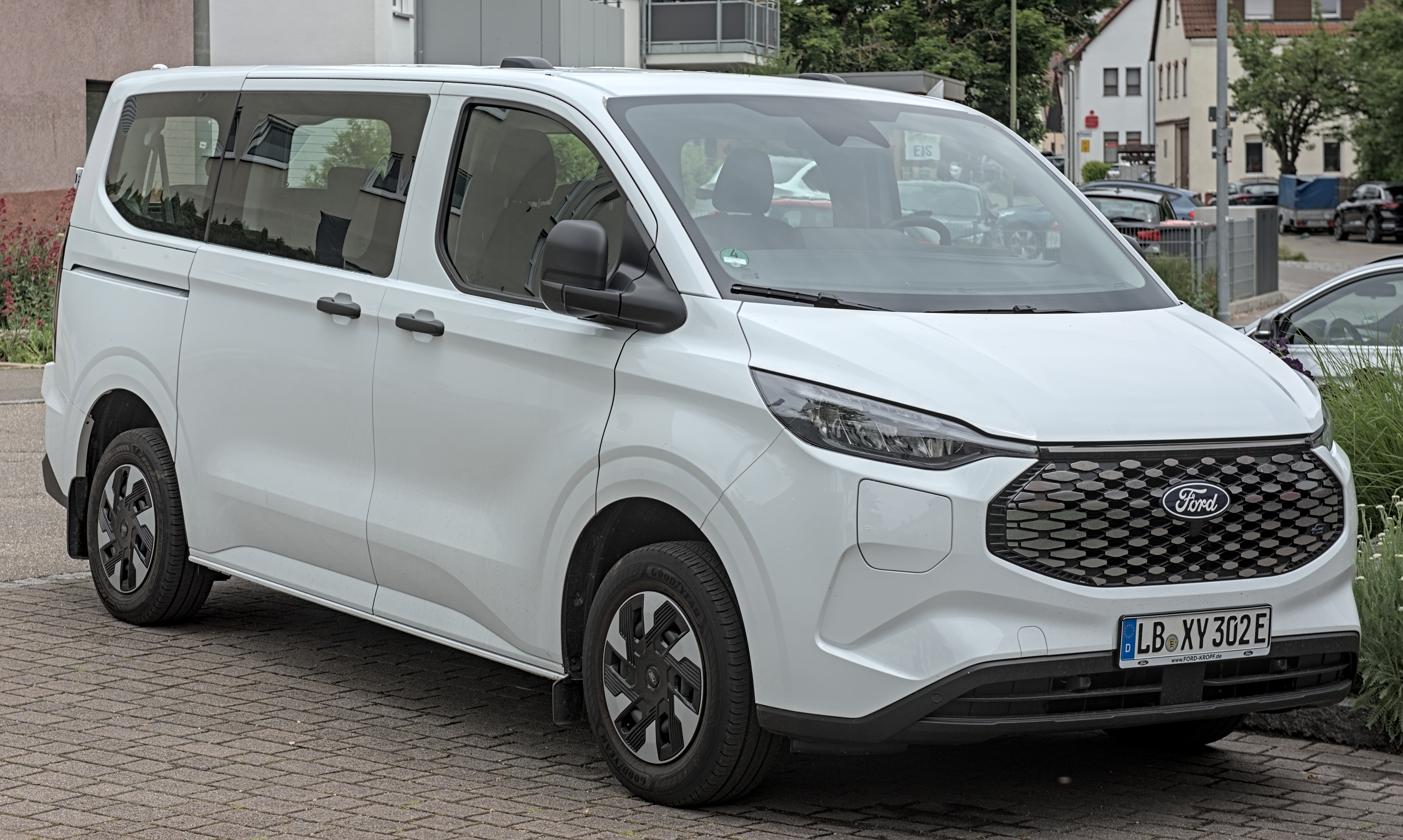
Ford E-Transit Custom (seit 2024)
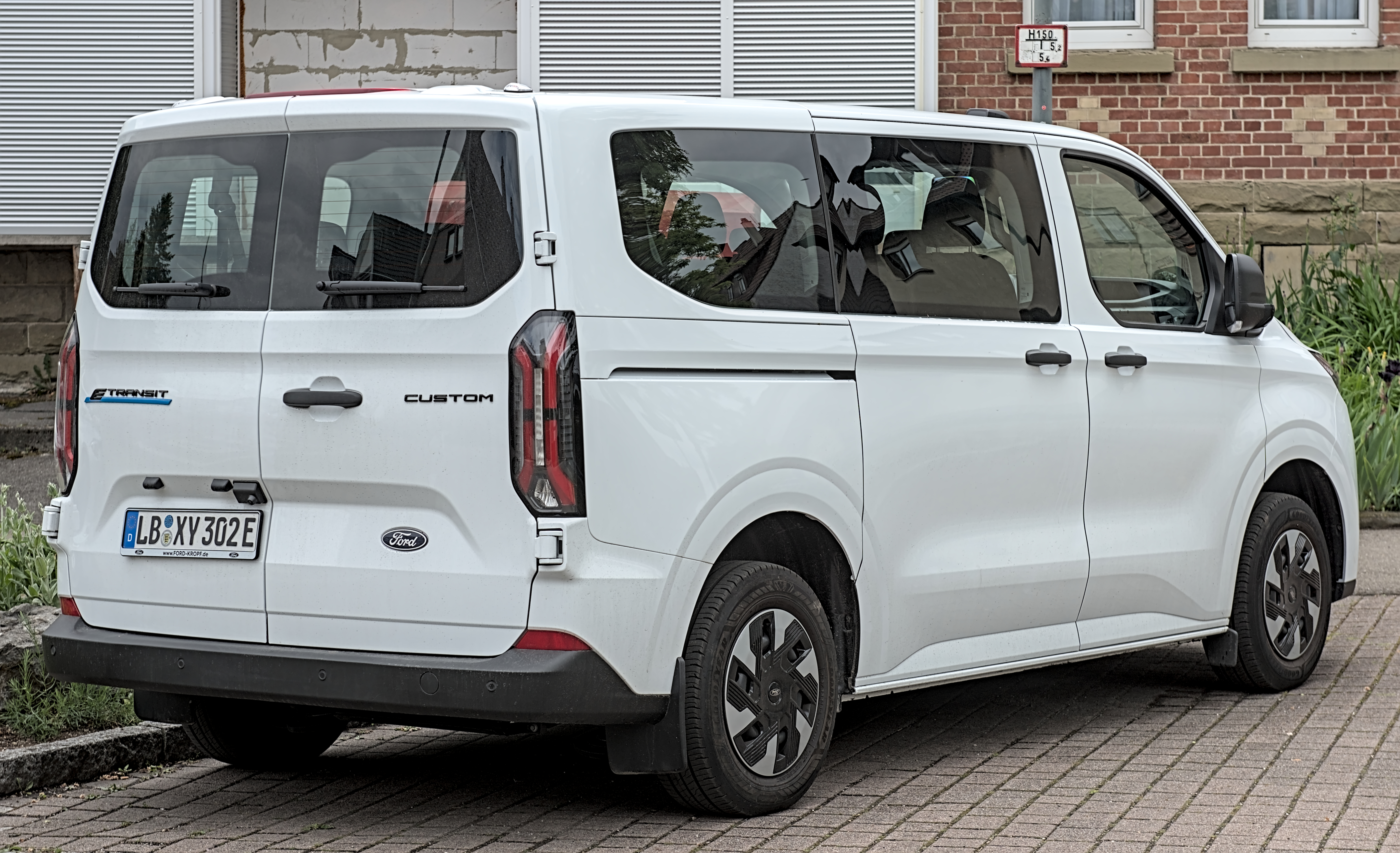
Heckansicht
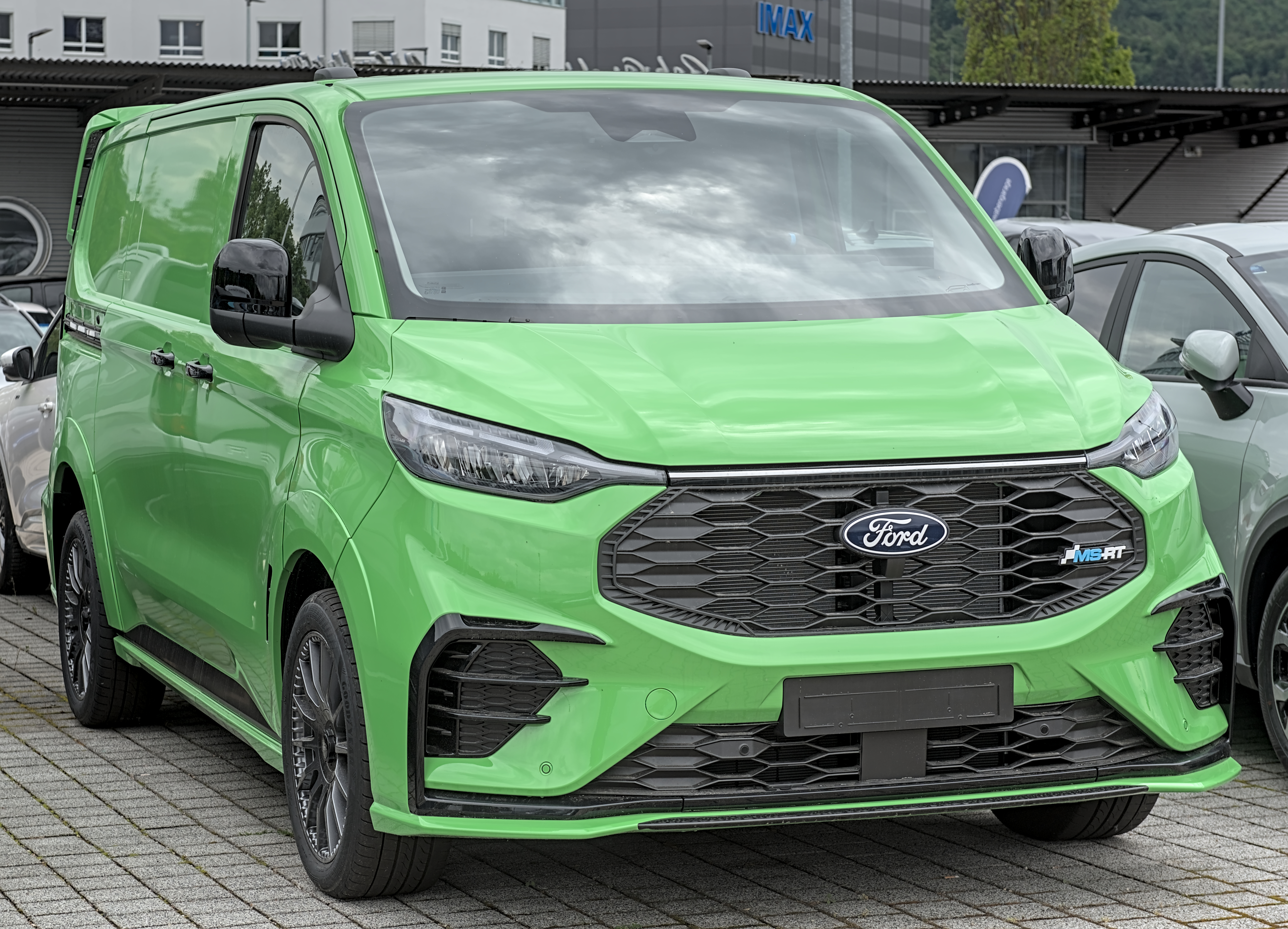
Ford E-Transit Custom MS-RT (seit 2024)
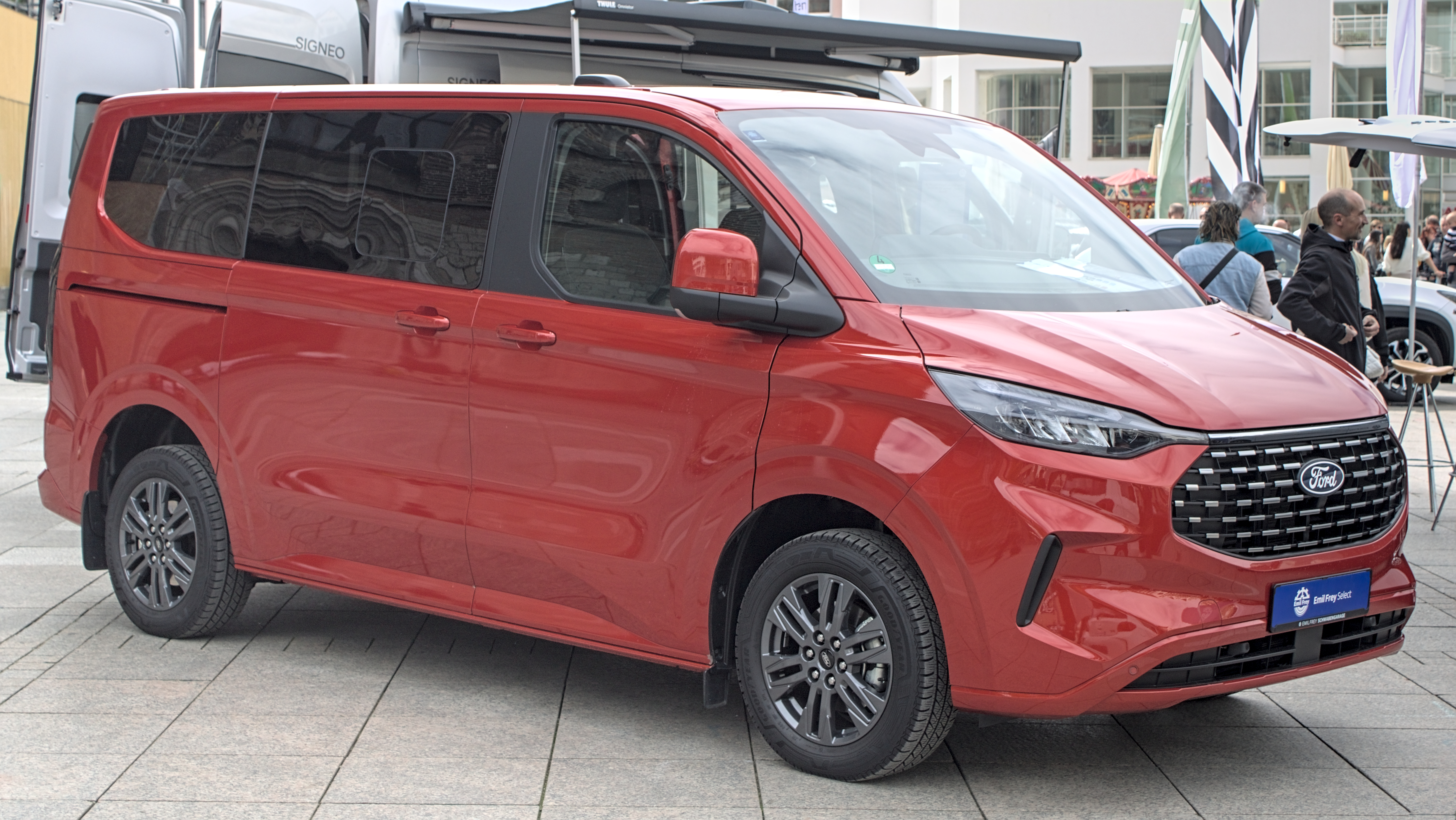
Ford Tourneo Custom (seit 2023)
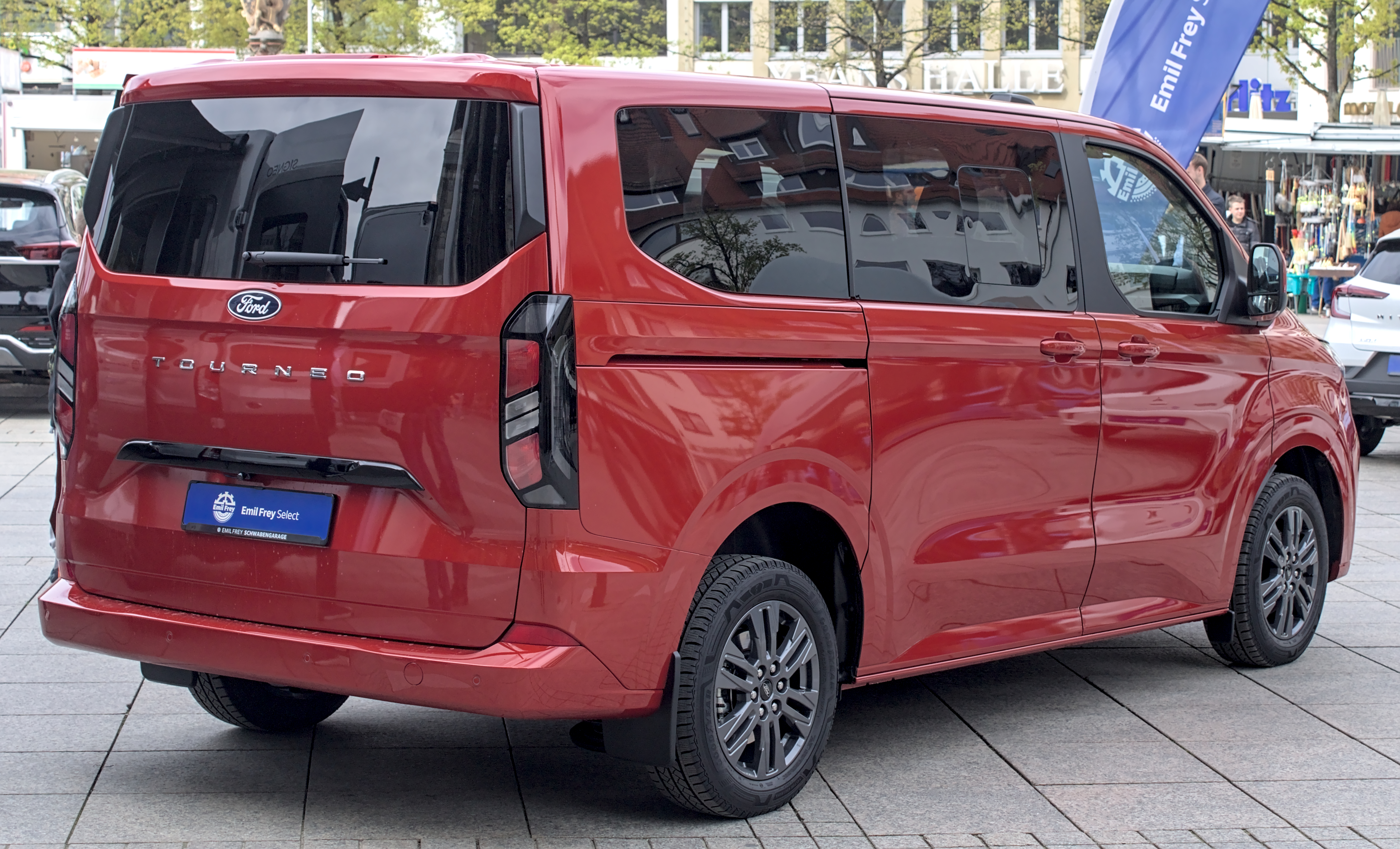
Heckansicht
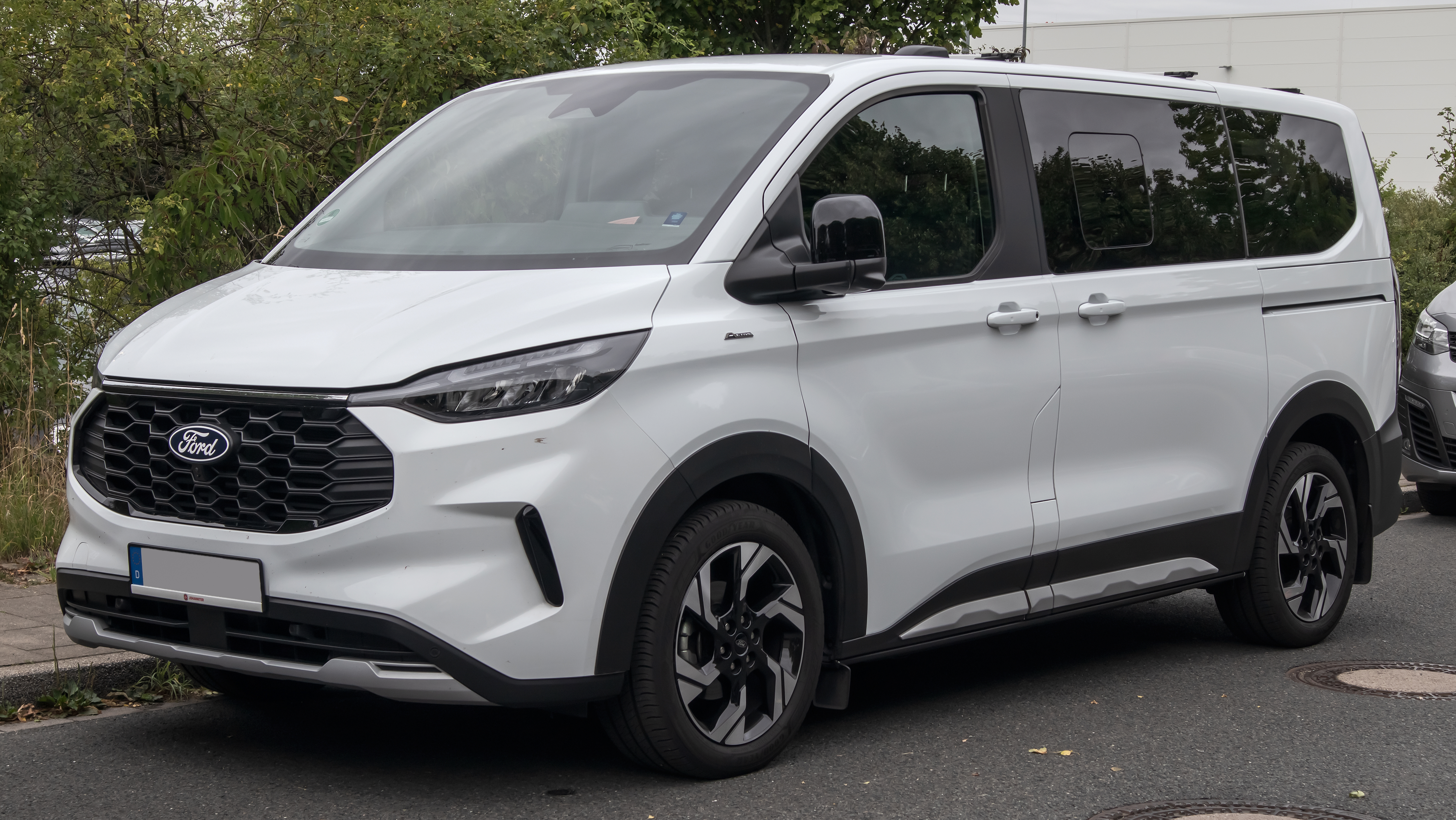
Ford Tourneo Custom Active (seit 2023)
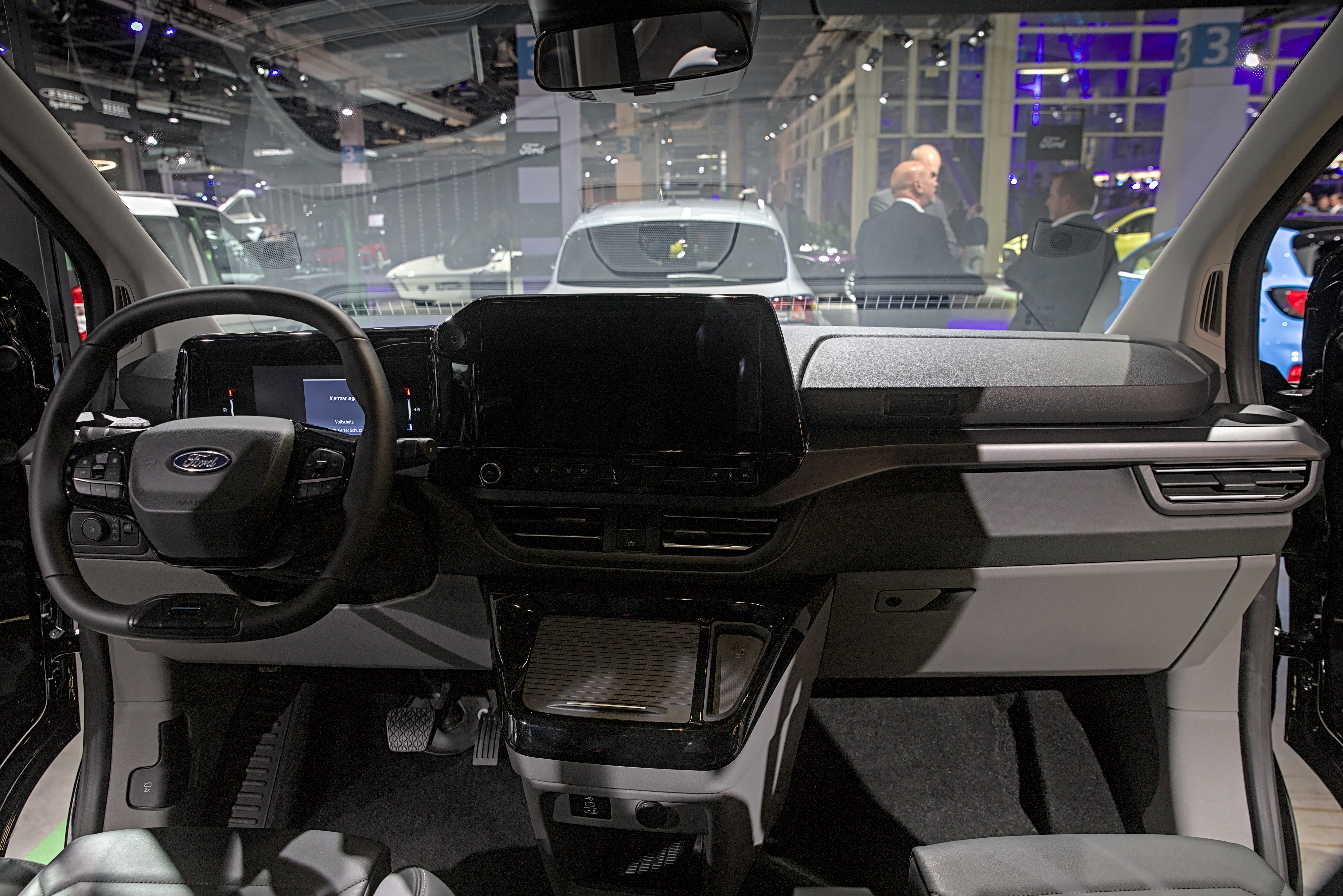
Innenansicht

### Sicherheit
Im Mai 2024 wurde der Tourneo Custom vom Euro NCAP auf die Fahrzeugsicherheit getestet. In der Basisausstattung erhielt der Wagen drei von fünf möglichen Sternen. Da für das Modell gegen Aufpreis ein Sicherheitspaket erhältlich ist, wurde es zusätzlich auch mit dem Sicherheitspaket getestet. Bei diesem Test erhielt es vier von fünf Sternen.

### Technische Daten
| Kenngrößen                                            | 2.0 EcoBlue           | 2.0 EcoBlue                         | 2.0 EcoBlue AWD            | 2.0 EcoBlue           | 2.0 EcoBlue                  | 2.0 EcoBlue AWD              | 2.5 Duratec PHEV            | Elektromotor               | Elektromotor               | Elektromotor               |
| Bauzeitraum                                           | seit 07/2023          | seit 07/2023                        | seit 07/2023               | seit 07/2023          | seit 07/2023                 | seit 07/2023                 | seit 03/2024                | seit 05/2024               | seit 05/2024               | seit 05/2024               |
| Motorkenndaten                                        |                       |                                     |                            |                       |                              |                              |                             |                            |                            |                            |
| Motortyp                                              | R4–Dieselmotor        | R4–Dieselmotor                      | R4–Dieselmotor             | R4–Dieselmotor        | R4–Dieselmotor               | R4–Dieselmotor               | R4-Ottomotor + Elektromotor | Elektromotor               | Elektromotor               | Elektromotor               |
| Hubraum                                               | 1996 cm³              | 1996 cm³                            | 1996 cm³                   | 1996 cm³              | 1996 cm³                     | 1996 cm³                     | 2488 cm³                    | —                          | —                          | —                          |
| max. Leistung Verbrennungsmotor                       | 81 kW (110 PS)        | 100 kW (136 PS)                     | 100 kW (136 PS)            | 110 kW (150 PS)       | 125 kW (170 PS) bei 3500/min | 125 kW (170 PS) bei 3500/min |                             | —                          | —                          | —                          |
| max. Leistung Elektromotor                            | —                     | —                                   | —                          | —                     | —                            | —                            | 112 kW (152 PS)             | 100 kW (136 PS)            | 160 kW (218 PS)            | 210 kW (285 PS)            |
| Systemleistung                                        | —                     | —                                   | —                          | —                     | —                            | —                            | 171 kW (233 PS)             | —                          | —                          | —                          |
| max. Drehmoment Verbrennungsmotor                     | 310 Nm                | 360 Nm                              | 360 Nm                     | 360 Nm                | 390 Nm bei 1500/min          | 390 Nm bei 1500/min          | 205 Nm                      | —                          | —                          | —                          |
| max. Drehmoment Elektromotor                          | —                     | —                                   | —                          | —                     | —                            | —                            | 320 Nm                      | 415 Nm                     | 415 Nm                     |                            |
| Systemdrehmoment                                      | —                     | —                                   | —                          | —                     | —                            | —                            |                             | —                          | —                          | —                          |
| Kraftübertragung                                      |                       |                                     |                            |                       |                              |                              |                             |                            |                            |                            |
| Antrieb, serienmäßig                                  | Vorderradantrieb      | Vorderradantrieb                    | Allradantrieb              | Vorderradantrieb      | Vorderradantrieb             | Allradantrieb                | Vorderradantrieb            | Hinterradantrieb           | Hinterradantrieb           | Hinterradantrieb           |
| Getriebe, serienmäßig                                 | 6-Gang-Schaltgetriebe | 6-Gang-Schaltgetriebe               | 8-Stufen-Automatikgetriebe | 6-Gang-Schaltgetriebe | 8-Stufen-Automatikgetriebe   | 8-Stufen-Automatikgetriebe   | Stufenloses Getriebe        | 1-Stufen-Automatikgetriebe | 1-Stufen-Automatikgetriebe | 1-Stufen-Automatikgetriebe |
| Getriebe, optional                                    | —                     | (8-Stufen-Automatikgetriebe)        | —                          | —                     | —                            | —                            | —                           | —                          | —                          | —                          |
| Messwerte                                             |                       |                                     |                            |                       |                              |                              |                             |                            |                            |                            |
| Höchstgeschwindigkeit                                 |                       |                                     |                            |                       | 175 km/h                     |                              |                             | 110 km/h                   | 150 km/h                   | 150 km/h                   |
| Beschleunigung, 0–100 km/h                            |                       |                                     |                            |                       | 12,9 s                       |                              |                             |                            |                            | 7,0 s                      |
| Kraftstoff-/ Energieverbrauch auf 100 km (kombiniert) | 7,2–8,0 l Diesel      | 7,2–8,0 l Diesel (7,9–8,6 l Diesel) | 8,5–11,3 l Diesel          | 7,2–8,0 l Diesel      | 7,9–8,6 l Diesel             | 8,5–11,3 l Diesel            | 1,7–2,9 l Super             | 22,6–41,4 kWh              | 24,1–41,4 kWh              |                            |
| CO2-Emission (kombiniert)                             | 189–208 g/km          | 189–208 g/km (206–225 g/km)         | 222–296 g/km               | 189–208 g/km          | 206–225 g/km                 | 222–296 g/km                 | 38–65 g/km                  | —                          | —                          | —                          |
| Abgasnorm nach EU-Klassifikation                      | Euro 6d-ISC-FCM       | Euro 6d-ISC-FCM                     | Euro 6d-ISC-FCM            | Euro 6d-ISC-FCM       | Euro 6d-ISC-FCM              | Euro 6d-ISC-FCM              | Euro 6d-ISC-FCM             | —                          | —                          | —                          |